# Léon De Coster (politicus)
Léon Eugène Isidore De Coster (Merchtem, 1 maart 1854 - Asse, 12 februari 1928) was een Belgisch volksvertegenwoordiger en burgemeester.

## Levensloop
De Coster was lid van de gemeenteraad van Asse (1880-1926), schepen van de gemeente (1884-1895) en burgemeester (1895-1919).
Hij was provincieraadslid van 1889 tot 1902.
In 1902 werd hij verkozen tot katholiek volksvertegenwoordiger voor het arrondissement Brussel, een mandaat dat hij behield tot in 1910. Hij werd opnieuw verkozen in 1912 en bleef het mandaat uitoefenen tot in 1925. 